# Frans Bromet
Frans Bromet, né le 29 août 1944 à Amsterdam, est un directeur de la photographie et réalisateur néerlandais.

## Filmographie

### Cinématographie
- 1966 : Body and Soul de Rene Daalder[2]
- 1968 : Het Compromis de Philo Bregstein[3]
- 1969 : Drop-out de Wim Verstappen[4]
- 1969 : Obsessions de Pim de la Parra[5]
- 1970 : Rubia's Jungle de Pim de la Parra[6]
- 1972 : Tatort: Kressin und die Frau des Malers de Pim de la Parra[7]
- 1973 : Scènes de la vie amoureuse d'un couple de Pim de la Parra[8]
- 1975 : L'Année du cancer (Het Jaar van de Kreeft) de Herbert Curiel[9]
- 1977 : Silent Love de René van Nie
- 1978 : Camping de Thijs Chanowski[10]
- 1978 : Meneer Klomp de Otto Jongerius[11]
- 1982 : De Boezemvriend de Dimitri Frenkel Frank[12]
- 1982 : Le Silence autour de Christine M. (De stilte rond Christine M.) de Marleen Gorris[13]
- 1983 : An Bloem de Peter Oosthoek[14]
- 1984 : Miroirs Brisés de Marleen Gorris[15]
- 1986 : L'Aiguilleur de Jos Stelling[16]
- 1987 : Iris de Mady Saks[17]
- 1988 : Himmelsheim de Manfred Stelzer[18]
- 1988 : Victim of the Brain de Piet Hoenderdos[19]
- 1990 : De Gulle Minnaar de Mady Saks[20]
- 1991 : Die lila Weihnachtsgeschichte de Manfred Stelzer[21]

### Réalisateur
- 2006 : Escaping The Flood[22]
- 2011 : Things That Matter
- 2018 : Man in de knoop